# Bacopa
Genre
Classification APG III (2009)
Bacopa est un genre végétal de la famille des Scrophulariaceae selon la classification classique de Cronquist (1981), ou de la famille des Plantaginaceae selon la plus récente classification APG III. L'espèce type est Bacopa aquatica Aubl..

## Histoire naturelle
En 1775, le botaniste Aublet propose la diagnose suivante : 
« BACOPA. (Tabula 49.)

CAL. Perianthium monophyllum, quinquepartitum; laciniis duabus oppoſitis, oblongis, acutis, concavis; duabus inferioribus reflexis, ſubrotundis, acutis; unica ſuperiore, latiore ſubrotunda, undulata.
COR. monopetala ; tubus brevis, ad faucem ampliatus, calicis parieti interno inſertus; limbus, quinquefidus; lobis oblongis, ovatis.
STAM. Filamenta quinque, ad faucem tubi infrà diviſuras corolte inſerta. Antheræ oblongæ, cuſpidatæ, biloculares. 
PIST. Germen ovatum, baſi calicis fundo adnatum.
PER. Stylus brevis. Stigma capitatum, convexum.

SEM. numeroſa, minutiſſima. »
Que l'on peut traduire approximativement ainsi :

« BACOPA. (Planche 49.)
CALICE. Périanthe d'une seul pièce, divisé en cinq parties : deux opposées, ovales, pointues, concaves ; deux inférieures, moins larges et pointues ; une supérieure, plus large, arrondie, ondulée.
COROLE. Monopétale ; tubulaire court, agrandi à l'embouchure, inséré dans la paroi interne du calice ; limbe, pentafide (en 5 parties) ; lobes oblongs, ovales.
ÉTAMINES. Cinq filaments, à l'embouchure du tube sous les divisions insérées en corolle. Anthères oblongues, cuspidées (en pointes aiguës et allongées), biloculaires ( à 2 loges).
TIGE. Tige ovale, attachée à la base du calice.
PISTIL. Style court. Stigmate capité, convexe.
GRAINES (SEMENCES). Nombreuses, minuscules. »

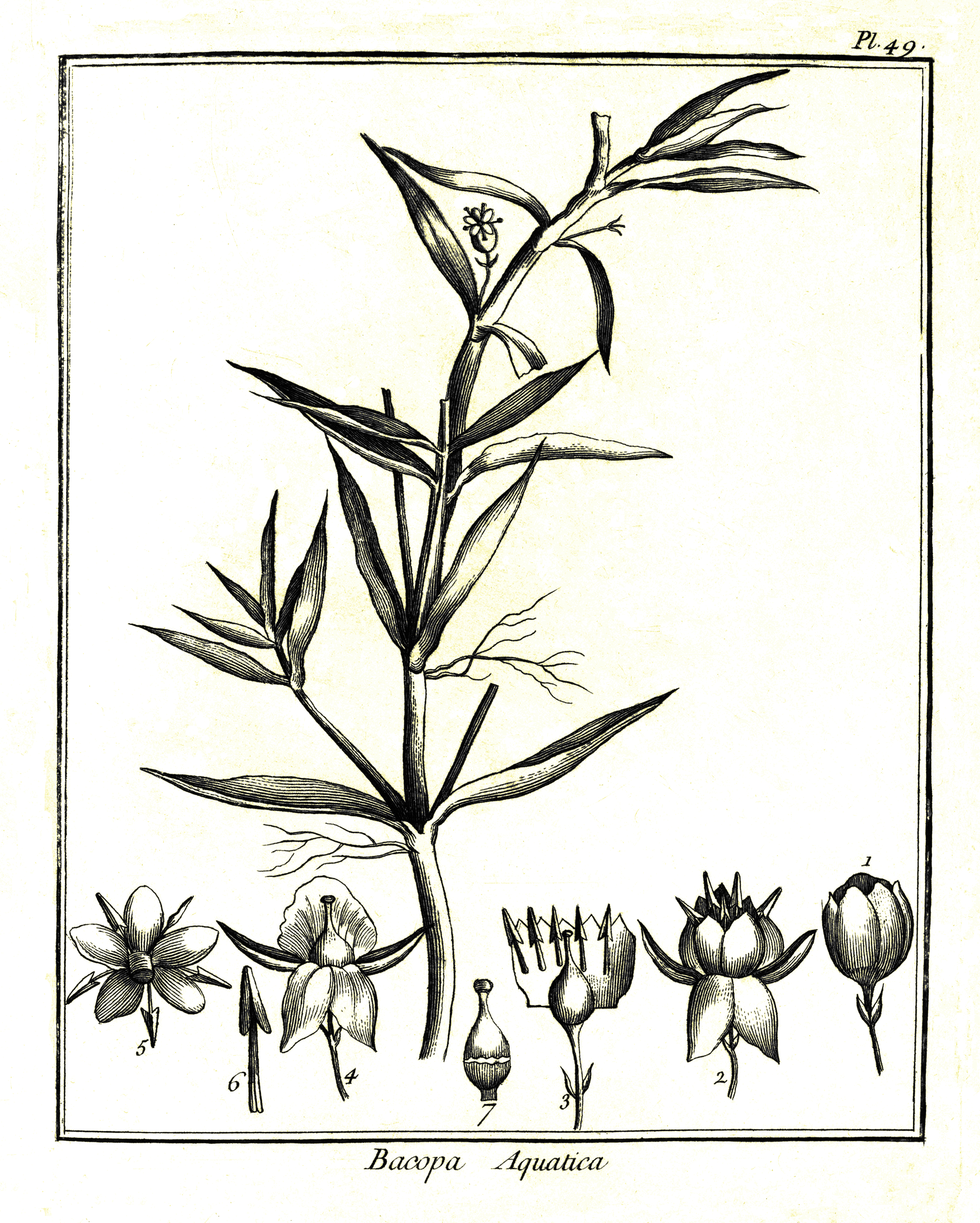
Bacopa aquatica par Aublet (1775) Planche 49. On a grossi les parties de la fleur seulement. 1. Fleur à demi ouverte, garnie de deux écailles. 2. Fleur ouverte, avec deux portions du calice rabattues. 3. Corolle ouverte. Étamines. pistil. 4. Calice. pistil. 5. Corolle vue en dessous.
6. Étamine séparée.
7. Ovaire. Style. Stigmate[2].

## Liste d'espèces
Selon NCBI (8 janvier 2018) :
- Bacopa caroliniana
- Bacopa eisenii
- Bacopa monnieri
- Bacopa repens
- Bacopa rotundifolia

Selon ITIS (8 janvier 2018) :
- Bacopa caroliniana (Walt.) B.L. Robins.
- Bacopa egensis (Poepp.) Pennell
- Bacopa eisenii (Kellogg) Pennell
- Bacopa innominata (G. Maza) Alain
- Bacopa monnieri (L.) Pennell
- Bacopa repens (Sw.) Wettst.
- Bacopa rotundifolia (Michx.) Wettst.
- Bacopa stricta (Schrad.) B.L. Robins.